# Wydział Filologiczny Uniwersytetu Jagiellońskiego
Wydział Filologiczny Uniwersytetu Jagiellońskiego – jeden z szesnastu wydziałów Uniwersytetu Jagiellońskiego, zatrudniający ponad 400 pracowników badawczych i dydaktycznych i kształcący około 4900 studentów. Siedziba dziekanatu znajduje się przy ul. Gołębiej 24 w Krakowie, w gmachu Collegium Novum.

## Struktura
- Instytut Filologii Angielskiej
- Instytut Filologii Germańskiej
- Instytut Filologii Klasycznej
- Instytut Filologii Romańskiej
- Instytut Filologii Słowiańskiej
- Instytut Filologii Wschodniosłowiańskiej
- Instytut Językoznawstwa, Przekładoznawstwa i Hungarystyki
- Instytut Orientalistyki[2]
- Biblioteka Wydziału Filologicznego (rozproszona)[3]

## Studia
Wydział prowadzi studia na następujących kierunkach:
- filologia angielska
- filologia angielska z językiem niemieckim
- filologia germańska
- filologia germańska z językiem angielskim
- filologia szwedzka
- filologia klasyczna
- filologia romańska
- filologia rumuńska
- filologia hiszpańska
- filologia włoska
- filologia portugalska
- filologia słowiańska (bohemistyka, bułgarystyka, kroatystyka, serbistyka, słowacystyka)
- filologia rosyjska
- filologia ukraińska
- kultura Rosji i narodów sąsiednich
- filologia węgierska
- filologia orientalna (arabistyka, indologia, iranistyka, japonistyka, sinologia, turkologia)
- lingwistyka

## Władze
Kadencja 2024–2028:
- Dziekan: dr hab. Władysław Witalisz, prof. UJ
- Prodziekan ds. badań naukowych i rozwoju: dr hab. Jadwiga Kita-Huber, prof. UJ
- Prodziekan ds. dydaktyki: dr hab. Przemysław Dębowiak, prof. UJ[4]

## Byli dziekani
- 1954–1956 – prof. Jan Safarewicz
- 1963–1964 – prof. Jan Safarewicz
- 1966–1969 – prof. dr hab. Franciszek Sławski
- 1971–1978 – prof. dr hab. Jerzy Rusek
- 1981–1984 – prof. dr hab. Ryszard Łużny
- 1990–1993 – prof. dr hab. Franciszek Ziejka
- 1993–1999 – prof. dr hab. Jan Michalik
- 1999–2005 – prof. dr hab. Halina Kurek
- 2005–2012 – prof. dr hab. Marcela Świątkowska[5]
- 2012–2020 – prof. dr hab. Elżbieta Górska